# Ichtyologie

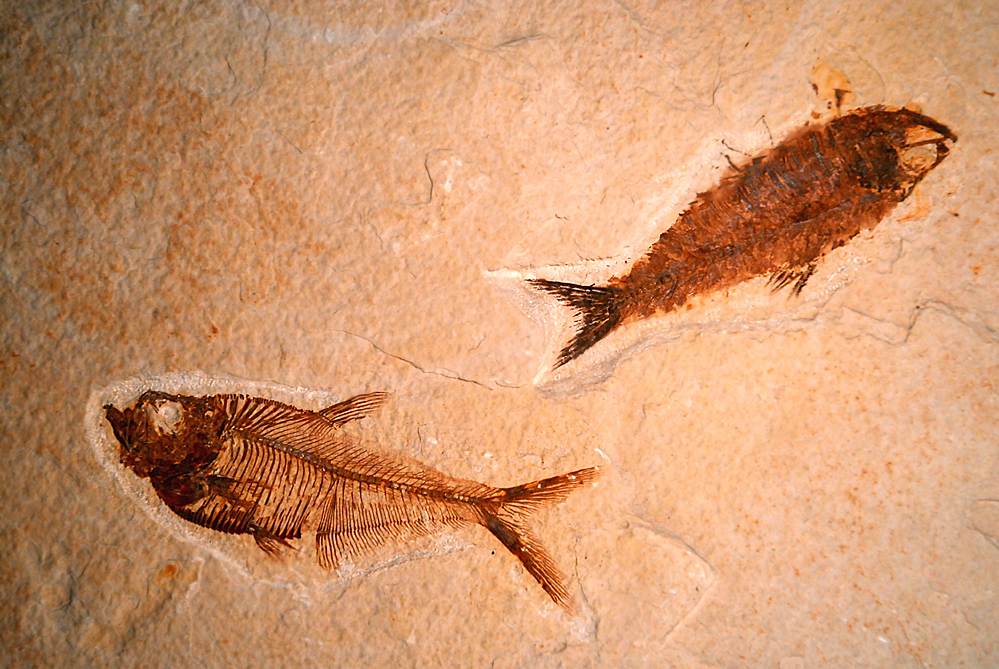
Fossiele vissen gevonden in de Amerikaanse staat Wyoming

Ichtyologie is de tak van wetenschap die zich bezighoudt met de studie naar vissen. Het woord is afgeleid van het Grieks:  ἰχθύς, ichthys, "vis"; en λόγος, logos, "leer of studie".
Binnen de ichtyologie kunnen verschillende specialismen worden onderscheiden zoals de paleo-ichtyologie, feitelijk is dit  paleontologie maar dan betrokken op fossiele vissen, hun morfologie en evolutie. Veel onderzoek aan vis wordt niet meer ichtyologie genoemd maar mariene biologie, limnologie, visserijonderzoek of moleculair-genetisch onderzoek.
Er zijn 34.000 vissoorten beschreven, dat is meer dan het aantal soorten reptielen, amfibieën, vogels en zoogdieren samen.

## Geschiedenis

### PrehistorieenOudheid

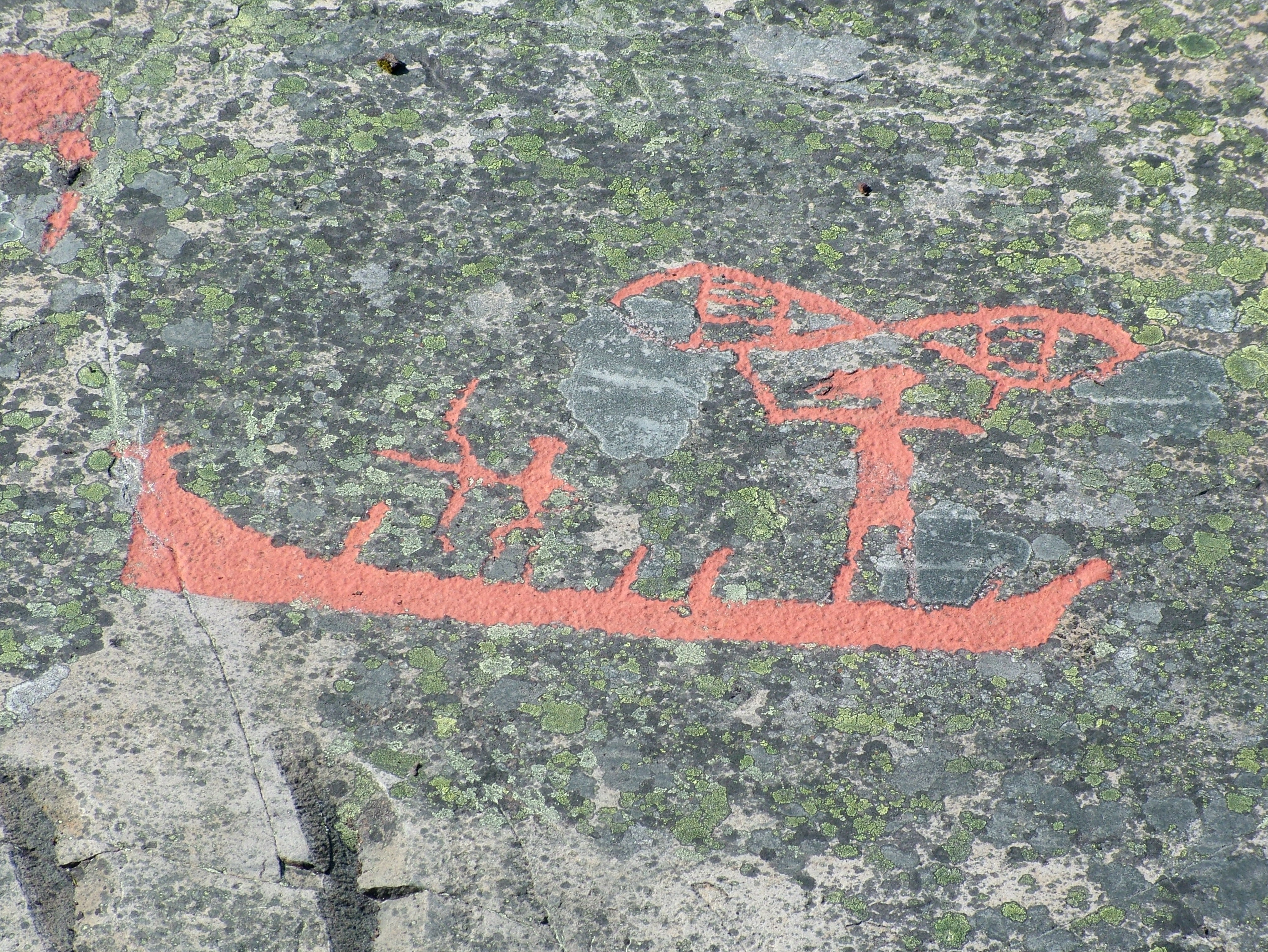
Prehistorische rotstekening met vissers (Alta, Noorwegen)

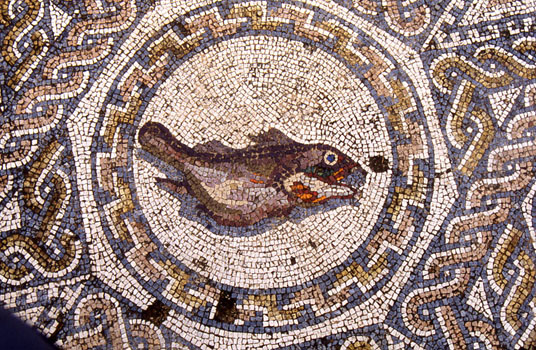
Romeins mozaïek met vis (Mérida, Spanje)

De bestudering van vis kan gerust heel vroeg in de menselijke geschiedenis geplaatst worden. Vissen waren voor de mensen die als jager-verzamelaar rondtrokken, belangrijk als voedsel, voor kleding en voor het maken van voorwerpen uit huid en been. Dit vergt inzicht in het gedrag van vissen om te weten te komen hoe, waar en wanneer je ze het best kunt vangen. In vroege inscripties en rotstekeningen vindt men vaak afbeeldingen van vissen. Aldus voorgesteld begint de ichtyologie in het Neolithicum. In de Blombos Grot in Zuid-Afrika zijn zelfs aanwijzingen voor zeevisserij gevonden die dateren uit het Midden-paleolithicum.
Aristoteles wordt wel de eerste bioloog genoemd omdat hij in formele zin wetenschap bedreef. Hij beschreef 117 soorten vis die voorkwamen in de Middellandse Zee. Zijn werk werd voortgezet tot in de Romeinse Tijd. Plinius de Oudere maakte gebruik van het werk van Aristoteles en zijn leerlingen.
Vissen komen ook voor in de Bijbel. In het Oude Testament in opsommingen over reine en onreine dieren.  In het Nieuwe Testament komen beschrijvingen voor van de visvangst op het Meer van Tiberias, want de apostelen van Jezus waren vissers uit Galilea.

### MiddeleeuwentotRenaissance
In Noord-Europa spelen vrouwen een belangrijke rol bij de verspreiding van kennis over vis. Hildegard von Bingen (1098-1179) en Juliana Berners (1388 -?) lieten geschriften na over vissen en het vangen van vis.

### Moderne Tijd
Carl Linnaeus is de eerste die een geslaagde poging heeft gedaan om alles wat leeft in een systeem onder te brengen. Daardoor wordt hij vaak beschouwd als de stichter van de moderne taxonomie. Zijn kennis over vissen ontleende hij echter voor een groot deel aan zijn oudere vriend en collega Peter Artedi. Artedi wordt wel de "vader van de ichtyologie" genoemd. Toen hij in 1735 jammerlijk in een Amsterdamse gracht tot zijn eind kwam, publiceerde Linnaeus zijn werken over vissen en gebruikte die in zijn Systema naturae.
In Nederland werd het werk van Linnaeus samengevat door Maarten Houttuyn in een lijvig 37-delig werk Natuurlijke Historie of uitvoerige Beschrijving der Dieren, Planten en Mineraalen, volgens het Samenstel van den Heer Linnaeus. Een overzicht van de vissen staat in het zesde tot achtste deel. De eerste min of meer complete naamlijst van vissen werd samengesteld door vrienden van Linnaeus, Jan Frederik Gronovius en zijn zoon L. T. Gronovius. Deze lijst werden in 1757 door Cornelis Nozeman in het Nederlands vertaald. Daarna volgen in de negentiende eeuw veel meer systematische beschrijvingen van vissen.
Tussen 1800 en 1850 deden Marcus Eliezer Bloch in Berlijn en Georges Cuvier in Parijs pogingen om alle bestaande kennis van de ichtyologie bijeen te brengen.
In Nederland werd in 1846 de "Vereeniging tot bevordering van de Nederlandse ichtyologie" opgericht. Dankzij de vereniging verscheen een groot aantal publicaties, maar na zes jaar hield de vereniging op te bestaan. In 1862 verscheen het eerste boek waarin alle in Nederland bekende vissen voorkomen in de serie "de natuurlijke Historie van Nederland". Het deel over de vissen is gemaakt door Hermann Schlegel.
Tussen 1859 en 1870 publiceerde Albert Carl Lewis Gotthilf Günther zijn "Catalogus van de Vissen van het British Museum". Hierin werden meer dan 6800 soorten beschreven en nog eens 1700 soorten vermeld. Hij was in zijn tijd de meest invloedrijke ichtyoloog.
In juni 2011 zijn er volgens FishBase 32.000 vissoorten beschreven. Er zijn meer vissoorten dan het totaal aantal andere gewervelde dieren, dus reptielen, amfibieën, vogels en zoogdieren samen. Jaarlijks worden ongeveer 250 nieuwe vissoorten ontdekt en beschreven. Verder is de praktijk van ichtyologisch onderzoek meestal onderdeel van wat men nu eerder mariene biologie, limnologie of visserijonderzoek noemt.
Er zijn volgens de master journal list van Thomson Reuters in 2011 acht internationale wetenschappelijke tijdschriften waarin de term ichtyologie of ichtyologisch voorkomt:
- Electronic Journal of Ichthyology[6]
- Guelph Ichthyology Reviews[7]
- Japanese Journal of Ichthyology[8]
- Journal of Applied Ichthyology[9]
- Neotropical Ichthyology[10]
- Ichthyological Contributions of Pecescriollos[11]
- Ichthyological Exploration of Freshwaters[12]
- Ichthyological Research[13]

Daarnaast zijn er 25 wetenschappelijke tijdschriften waarin de titel de term fish voorkomt en meer dan 70 die over visserij gaan.

## Trivia
- Ichthyologie is ook de titel van een van de bekendere gedichten van Gerrit Achterberg.